# Emili Vicente i Vives
Emili Vicente i Vives   (la Seu d'Urgell, 2 de gener de 1965 - Sant Julià de Lòria, 25 de maig de 2017) va ser un futbolista i entrenador de futbol català.
Vicente jugà dues temporades a Segona Divisió amb la UE Lleida i la resta de la seva carrera a divisions inferiors amb el CF Balaguer, la UE Tàrrega i el CF Gavà.
Com a entrenador dirigí el Balaguer de 2003 a 2008 i va entrenar la UE Lleida des de 2008 fins al 2011, any de la dissolució del club, i de la fundació del seu "fill", el Lleida Esportiu, on va continuar fins a l'any 2012.
La temporada 2013-14 va ser l'entrenador del CF Reus Deportiu, de Segona B. L'equip roig-i-negre va acabar en 12a posició.
Després de dos anys sense equip, la temporada 2016-2017 es va fer càrrec del FC Andorra, de Primera Catalana. L'equip del Principat va ocupar el liderat del seu grup durant bona part de la temporada. Tres dies abans de l'últim partit de lliga al camp de la UE Sants, on l'Andorra s'hi jugava l'ascens a Tercera, Emili Vicente va patir un accident mortal mentre pujava en bicicleta el Coll de la Gallina, a Sant Julià de Lòria (Andorra)